# Escotilla

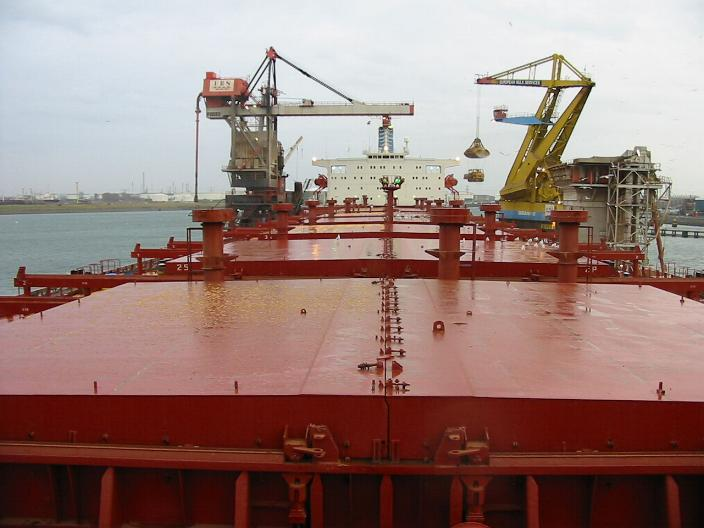
Tapa escotilla d'accés a la bodega del vaixell.

Es diu escotilla a l'obertura gran quadrada o rectangular que es deixa en diversos punts de les crugies de les cobertes dels vaixells per baixar a les inferiors i introduir o extreure efectes de l'armament o càrrega. Pren el nom del paratge on està situada, com escotilla de proa,escotilla major,escotilla del rebost, etc.
En vaixells de fusta de construcció tradicional, el forat rectangular va reforçat per dues peces longitudinals (palamars) i dues peces travesseres (braçoles) formant un marc.

## Tipus d'escotilles
- Escotilla de caixa. Aquella que, en lloc de portar un rebaix interior i un escaire a la braçola perquè encaixin i assenteixen les casernes que la cobreixen, té un marge, o bé aquella en la qual el rebaix va a l'exterior per cobrir-la amb tapa que inclou aquestes vores dins dels llistons clavats lateralment o dels ressalts fets en els seus cantons.

En els vaixells primitius, les escotilles es tancaven mitjançant una sèrie de taulons de fusta, anomenats casernes, que al seu torn es recolzaven sobre bigues de treure i posar, anomenades baus.
Una vegada coberta tota la superfície de l'escotilla, aquests casernes es cobrien amb unes lones de cotó o d'alguna altra fibra vegetal impermeabilitzada amb esquer animal, que es coneixien amb el nom d'encerats i que després van ser substituïts per lona sintètica.
En l'actualitat les tapes d'escotilla són metàl·liques i existeixen diferents dissenys per a la seva accionament mecànic. El sistema Mac Gregor (nom del seu principal constructor) consta de diversos panells encadenats que corren sobre una guia o riell.